# 후 킬드 캡틴 알렉스?
《후 킬드 캡틴 알렉스?》(Who Killed Captain Alex?)는 우간다의 액션, 코미디 영화로, 우간다 캄팔라의 초저예산 스튜디오인 와칼리우드에서 나브와나 IGG(Nabwana Isaac Geoffrey Godfrey) 감독이 각본, 제작, 연출을 맡아 제작하였다. '무예산 영화'라고 알려져 유명해졌는데, 미화 200달러 이하라고 보고되었으나 제작자인 앨런 호프매니스는 겨우 85달러밖에 들지 않았다고 말했다. 이 영화의 예고편은 2010년 1월 유튜브에 업로드되었으며, 2017년 8월 현재 280만건 이상 조회되었다. 영화의 원래 버전은 정전으로 인해 손실되었으며 "긴장됨 조건"을 유지하면서 누가 알렉스 대위를 죽였나?가 온라인으로 발표된 "Video Joker" 해설을 통해 캐릭터에 대한 개그가 추가되었다.

## 플롯
현지 군대와 시민들에게 무한한 신임을 받는 알렉스 대장은 배후에서 캄팔라를 통제하는 악의 세력 타이거 마피아를 파괴하기 위해 파견된다. 타이거 마피아는 리차드라는 남자가 이끌고 있다.
리차드의 형제가 알렉스 대장에게 잡혀간 후에 리차드는 복수하려고 한다. 나중에 알렉스는 죽지만, 누가 그를 죽였는지 아무도 알지 못한다. 우간다의 소림사에서 온 알렉스 대장의 형제는 살인자를 밝히기 위해 캄팔라에 도착한다. 그는 리차드에게 총을 맞아 생사를 헤매는 리차드의 아내를 구하고 우정을 쌓는다.
스토리 막바지에는 수 많은 헬리콥터, 무수한 폭발 및 엄청난 액션이 펼쳐진다. 연장된 매복 후에, 연쇄 반응은 그가 부상당하고 구금되는 지점까지 리처드를 압도한다. 그러나 결국 알렉스 대위(심지어 영화 감독조차도)를 실제로 죽인 사람은 아무도 없다.

## 생산
이 영화는 200 달러의 예산으로 제작되었다. 생산은 늦은 2009년 나테테의 유대교에서 시작되었다. 영화 제작자인 아이작 나브와나(나브와나 IGG라고도 함)는 어린 시절의 할리우드 액션 영화 및 무술 영화에 대한 사랑에 영감을 받았다. 필름에 있는 헬리콥터 장면은 우간다 부시전쟁 당시 나브와나의 경험을 토대로 그와 그의 형제가 헬리콥터를 쫓아갔다.
영화 전반에 걸쳐하는 팬 파이프의의 커버 인감 노래 "로즈의 키스"를 들을 수 있다.

## 설정
- RTV: 우간다의 방송국이다. 영어로는 라몬TV(Ramon TV)다.
- 타이거 마피아(Tiger Mafia): 우간다의 악당 집단이다.

## 같이 보기
- 와칼리우드
- 우간다의 영화
- 신의 저항군 반란
- 우간다 내전